# الشاذلي عطاء الله
هو محمد الشاذلي عطاء الله (القيروان، 1899 - تونس، 1991) أحد أبرز شعراء تونس في القرن العشرين.
تكون عصاميا بفضل مداومته على قراءة القرآن ومطالعة الكتب، كان يلازم رموز الثقافة بالقيروان أمثال صالح السويسي ومحمد شويشة ومحمد الفائز ومحمد الحليوي.
كان له نشاط سياسي ونضالي أدى إلى اعتقاله سنة 1933 في نطاق أحداث حركة التجنيس.
حضر مؤتمر قصر هلال في 2 مارس 1934.
عرف بشاعر زرود ومرق الليل. أجبرته ظروفه الصحية والعائلية على مغادرة القيروان ليستقر بالعاصمة سنة 1975.
توفي سنة 1991.